# Kosobudz

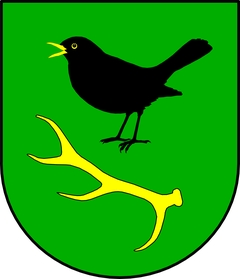
Nieoficjalny herb wsi Kosobudz

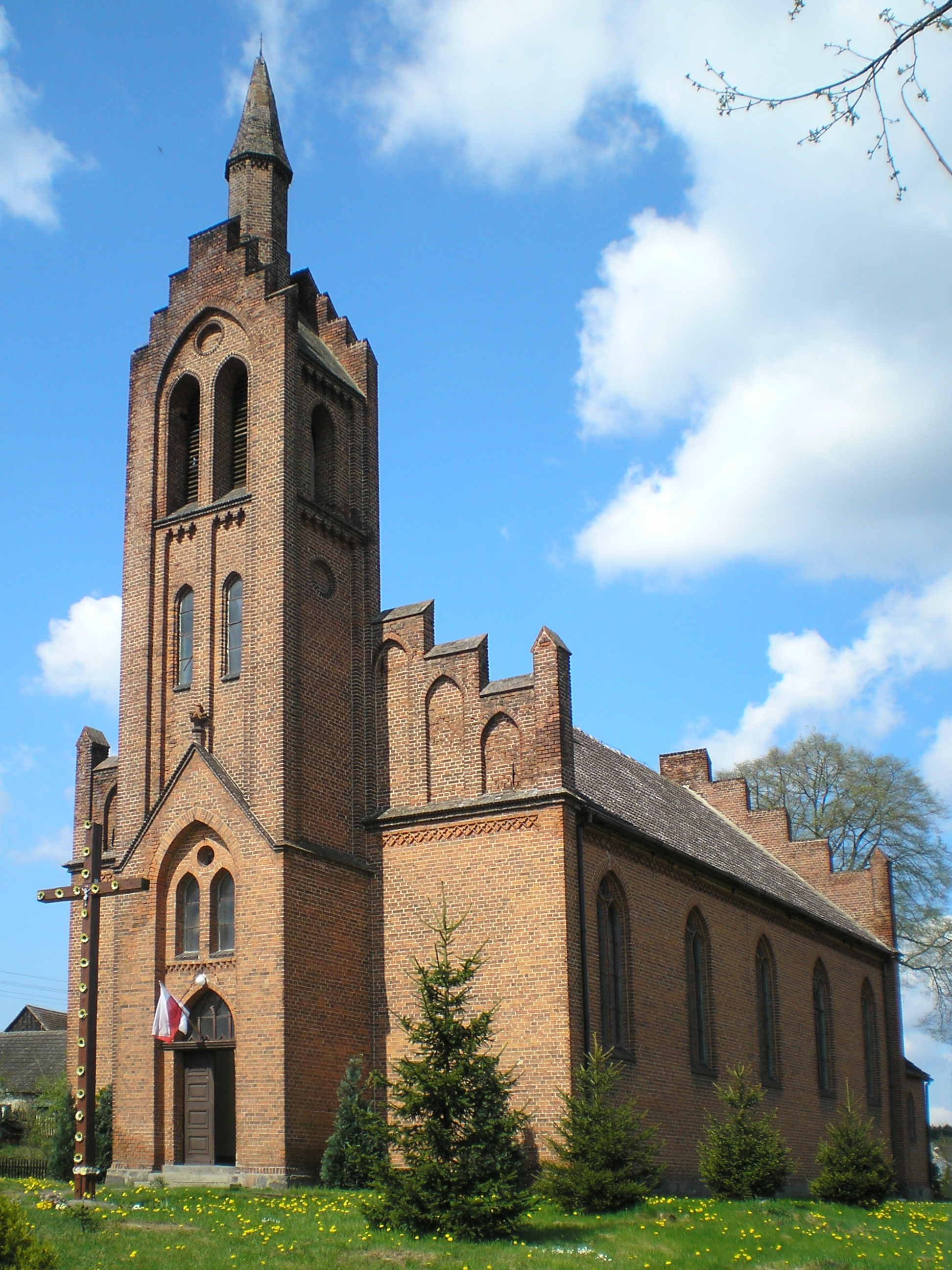
Zabytkowy kościół w Kosobudzu

Kosobudz (niem. Kunersdorf) – wieś w Polsce, położona w województwie lubuskim, w powiecie świebodzińskim, w gminie Łagów, pomiędzy jeziorami Dziarg i  Kosobudzkim.
W latach 1975–1998 miejscowość administracyjnie należała do województwa zielonogórskiego.

## Położenie miejscowości
Kosobudz leży niedaleko od trasy E30 i linii kolejowej Berlin-Warszawa (E20), otoczona jest malowniczymi wzniesieniami porośniętymi borami sosnowymi i starym drzewostanem bukowo-dębowym, obfitującym w grzyby. Najbliższe większe miejscowości to Toporów (5 km), Łagów (17 km), Świebodzin (30 km), Zielona Góra (70 km), Poznań (140 km) i Berlin (160 km).

## Integralne części wsi
| SIMC    | Nazwa     | Rodzaj     |
| ------- | --------- | ---------- |
| 0911380 | Kijewo    | przysiółek |
| 0911397 | Kosobudki | przysiółek |

## Historia
Pierwsza wzmianka historyczna o Kosobudzu pojawiła się w 1503 r., a najcenniejszym zabytkiem jest kościół neogotycki wzniesiony w 1879 r.
W 2003 r. w Kosobudzu obchodzono jubileusz 500-lecia miejscowości.

## Zabytki
Do wojewódzkiego rejestru zabytków wpisany jest:
- dom - chałupa, drewniany, nr 3, dawniej 4, z połowy XIX wieku

## Symbole miejscowości
W roku 2004 Zebranie Wiejskie zatwierdziło na herb wsi Kosobudz symbole odwołujące się do położenia geograficznego i przyrodniczego oraz nawiązujące do dawnych mieszkańców (Uchwała nr 1/2004 Zebrania Wiejskiego w Kosobudzu z dnia 26 marca 2004 r. w sprawie: ustanowienia herbu i flagi wsi Kosobudz). 
Znaki wsi Kosobudz są symbolem tożsamości integrującym lokalną społeczność i stanowią reprezentacyjne elementy rozpoznawcze jednostki terytorialnej. 
Herb został zaprojektowany przez mgr. Sławomira Jana Kowalskiego, a konsultacji udzielił prof. dr hab. Wojciech Strzyżewski z Uniwersytetu Zielonogórskiego.
Herb i jego symbolika
Herb wsi Kosobudz przedstawia na tarczy typu hiszpańskiego (zaokrąglonej u dołu, o stosunku wysokości do szerokości 7:6) w zielonym polu centralnie umieszczony wizerunek czarnego ptaka – kosa (Turdus merula), poniżej którego widnieje złoty (żółty) róg jeleni z czterema porostkami. 
Zielone pole herbowe nawiązuje do położenia wsi wśród lasów i jezior (Dziarg, jezioro Kosobudzkie) Puszczy Rzepińskiej. Umieszczenie w herbie kosa, gatunku licznie występującego na tym terenie, nie jest etymologicznie związane z nazwą Kosobudz, ale przyjęto, że kos swoim śpiewem, budzi kosobudzan. 
Po II wojnie światowej do lat siedemdziesiątych XX wieku starsi mieszkańcy używali zmiękczonej formy nazwy wsi - Kosobudź (od słów kos - obudź). Przykładem tego jest podłużna pieczątka byłej Szkoły Podstawowej w Kosobudzie. 
Złoty róg jeleni symbolizuje obfitość występowania na tym obszarze dzikiej zwierzyny łownej. Wizerunek rogu nawiązuje także do wyobrażenia na dwóch cynowych świecznikach, stanowiących wyposażenie miejscowego kościoła, na których wygrawerowany jest herb rodu von Schlichting, z godłem przedstawiającym trzy czteroporostkowe rogi jelenie ułożone trójkątnie i rok 1674. Róg jeleni w herbie dzisiejszego Kosobudza stylizowany jest na wizerunek rogu widniejącego w herbie fundatorów tych lichtarzy, które zostały opisane w książce na temat dawnych zabytków powiatu krośnieńskiego. 
Herb Kosobudza zalicza się do dwóch grup tematycznych: herbów mówiących, gdyż brzmieniem (kos - Kosobudz) nawiązuje do nazwy wsi, oraz do znaków symbolizujących dawnych właścicieli (róg z herbu rodziny von Schlichting).
Flaga
Flagę oparto na barwach herbu miejscowości; zgodnie z regułami tworzenia flag heraldycznych, jej płat podzielony jest na trzy równe pasy poziome o następujących barwach: czarna (kos), żółta (róg), zielona (tarcza). Proporcje boku krótszego (wysokości) do boku dłuższego (szerokości) wynoszą 5:8.